# Etna (mitología)
Etna (en griego: Αἴτνη, Aítne), en la mitología grecorromana, era una ninfa siciliana, y de acuerdo con Alcimo, una de las hijas de Urano y Gea, o de Briareo. Simónides dijo que había actuado como árbitro entre Hefesto y Deméter respetando la posesión de Sicilia. Por Júpiter o Vulcano se convirtió en la madre de la Palicos Estéfano de Bizancio dice en cambio que es una hija de Océano. Se cree que el monte Etna en Sicilia recibe su nombre de ella, y que bajo dicho monte Zeus enterró a Tifón, Encelado, o Briareo. También se creía que en dicha montaña era el lugar en el que Hefesto y los Cíclopes hacían los rayos de Zeus.
Etna ha dado su nombre a Aitné, uno de los satélites del planeta Júpiter.